# آخرین بازی
آخرین بازی نقش اصلی  نامش قباد مسرور است  نام مجموعه طنزی است که از دی ماه حدود ساعت ۲۳:۰۰ در سال ۱۳۹۳ از شبکه پنجم سیمای جمهوری اسلامی ایران پخش می‌شد. این سریال ۴۰ قسمتی بود و آخرین قسمت آن در روز ۱۷ اسفند ۱۳۹۳ پخش شد.

## خلاصه داستان
در واقع میتوان گفت این سریال ادامه سریال "سه، پنج، دو" است و هردو در یک دنیا جریان دارند، سیاوش رستمی اکنون از همسر سابقش "پونه" جدا شده و از مدیران باشگاه «دلاوران» است و رابطه نزدیکی با شخصیت اصلی داستان، قباد دارد.
قباد که در رؤیاها و توهمات خودش زندگی می‌کند و آرزو دارد که یک شبه ره صد ساله را برود و به ستاره‌ای مشهور تبدیل شود، بنابراین تصمیم می‌گیرد که وارد دنیای فوتبال شود اما پس از پیوستنش به یک تیم لیگ برتر، اتفاقات جالبی برای او رخ می‌دهد. در این میان کسانی هستند که موافق حضور او در تیم نمی‌باشند از آنجایی که قباد اصلا بازی خوبی ندارد و با رانت و رابطه وارد فوتبال شده همه دست به دست هم می‌دهند تا وی را از باشگاه «دلاوران» اخراج نمایند اما موفق نمی‌شوند…

## بازیگران
- مانی نوری
- امیرحسین رستمی
- بهاره افشاری
- روناک یونسی
- آتش تقی‌پور
- زویا امامی
- مهران ضیغمی
- فاطیما بهارمست
- غزال وکیلی
- سمیرا آقایی
- ساعد هدایتی
- مهدی سلوکی
- محمدرضا رهبری
- مهرداد نظری
- سعید شریف
- علی زندی (بازیگر)
- لادن پروین
- فاطمه مرتاضی
- سیامک اشعریون
- رضا توکلی
- مهرداد نظری
- بابک جهانگیر
- مختار سائقی